# Teresa, Rizal
Teresa là một đô thị hạng 4 ở tỉnh Rizal, Philippines. Theo điều tra dân số năm 2007, đô thị này có dân số 44.436 người.
Đô thị này toạ lạc bên sườn dãy núi Madre và bị bao vây bốn phía bởi Thành phố Antipolo về phía bắc, Angono về phía tây, Tanay về phía đông, Morong về phía nam.

## Barangay
Teresa được chia thành 9 barangay.
- Bagumbayan
- Dalig
- Dulumbayan
- May-Iba
- Poblacion
- Prinza
- San Gabriel
- San Roque
- Calumpang Santo Cristo